# Brian Chase (cestista)
Brian Matthew Chase (Washington, 8 ottobre 1981) è un ex cestista statunitense, professionista nella D-League e in Europa.

## Palmarès
- Miglior tiratore di liberi CBA (2006)
- Campione USBL (2006)
- All-USBL First Team (2006)
- Miglior marcatore USBL (2006)
- Miglior tiratore di liberi USBL (2006)